# Боснийско-румынские отношения
Боснийско-румынские отношения — двусторонние дипломатические отношения между Боснией и Герцеговиной и Румынией.

## История
1 марта 1996 года Румыния признала независимость Боснии и Герцеговины, после чего страны установили дипломатические отношения. В 2006 году министры иностранных дел обеих стран назвали дипломатические отношения отличными, перед открытием посольства Боснии и Герцеговины в Бухаресте.
В апреле 2003 года страны подписали соглашение о создании зоны свободной торговли, которое Румыния расторгла после вступления в Европейский союз в 2007 году. В марте 2008 года президент Румынии Траян Бэсеску совершил официальный визит в Боснию и Герцеговину. Румыния выступает против быстрого вывода международных сил безопасности из Боснии и Герцеговины, а также поддерживает вступление этой страны в Европейский союз.
Обе страны являются полноправными членами Процесса сотрудничества в Юго-Восточной Европе, Совместной инициативы Юго-Восточной Европы и Пакта стабильности для Юго-Восточной Европы.

## Военное сотрудничество
В середине 1990-х годов Румыния направила 200 солдат в инженерный батальон SFOR/IFOR, который не принимал непосредственного участия в боевых действиях Боснийского конфликта. С 2005 по 2006 год Румыния предоставила четыре вертолета, а также 85 полицейских в период между 2003 и 2006 для участия в миссиях EUFOR в Боснии и Герцеговине. В 2006 году Босния и Герцеговина подписала с Румынией план военного сотрудничества.

## Торговля людьми
В 2001 году в Боснии и Герцеговине прошли полицейские рейды на бордели в ходе которых было выявлено, что многие проститутки имели гражданство Румынии и им была предложена репатриация на родину. По данным ООН должностные лица Румынии подозревались в торговле людьми для последующей занятии проституцией в других странах. В 2002 году были организованы дальнейшие полицейские рейды Совместной инициативой Юго-Восточной Европы на бордели в Бухаресте.

## Дипломатические представительства
- Босния и Герцеговина имеет посольство в Бухаресте[14].
- Румыния содержит посольство в Сараево[15].